# Puerta de Margarita
El arco de Margarita fue una de las puertas de la muralla de la ciudad española de Burgos.

## Descripción
Más moderna que el resto de las puertas de la muralla, fue levantada a comienzos del XVIII en opinión de Isidro Gil. Se hallaba emplazada junto a la antigua Capitanía General y apoyada en el desaparecido Palacio de las Cuatro Torres, donde estuvo instalada la Audiencia Territorial hasta 1884. La tradición contaba que habría sido erigida en 1599 en honor a Margarita de Austria, pero Isidro Gil desmiente esta posibilidad.
Además de en la citada casa de las Cuatro Torres, se apoyaba en un grupo de viviendas en los números 5 y 6 de la plaza de Alonso Martínez, construidas sobre las antiguas murallas. Estas casas fueron declaradas en ruina y el Ayuntamiento acordó su expropiación el 12 de marzo de 1908. En octubre de 1912 se negociaba un arreglo amistoso con los propietarios para proceder al derribo de dichas casas, que se llevó a cabo.
Era denominada tanto «puerta de Margarita» como «arco de Margarita». La estructura, de piedra bien labrada y sencilla construcción, presentaba un arco de gran anchura, de medio punto. Un friso y una cornisa, sin adornos ni accidentes, coronaba su paramento, extendiéndose como remate en toda la línea de su anchura un frontón triangular poco elevado. Leopoldo Torres Balbás data su demolición en 1863.